# 二步车库舞曲
二步车库舞曲（英语：2-step garage，简称2-step），或简称为二步车库，是一种电子音乐流派，也是英国车库音乐的一个子流派。音乐的主要特征之一是—该术语被创造出来是为了描述“所有不符合车库音乐传统四板节拍节奏的抖动、不规规律节奏的通用规则”—这种节奏缺乏在许多其他具有规则四板节拍的电子音乐风格中发现的底鼓模式。